# Экологическая валидность
Экологическая валидность — степень соответствия условий эксперимента исследуемой реальности. Например, в известном эксперименте Курта Левина по изучению типов лидерства отношения в группах подростков мало соответствовали отношениям в государстве, следовательно, была нарушена экологическая валидность.